# Eternal (musikalbum av Malevolent Creation)
Eternal är det amerikanska death metal-bandet Malevolent Creations fjärde fullängdsalbum, som gavs ut den 27 augusti 1996 av Pavement Records i USA och System Shock i Europa.
Trummorna spelades in i Criteria Studios i Miami och gitarr, basgitarr och sång spelades in i InnerFace Studio i Fort Lauderdale, Florida.

## Låtförteckning
1. "No Salvation" – 5:12
2. "Blood Brothers" – 4:04
3. "Infernal Desire" – 3:31
4. "Living In Fear" – 3:08
5. "Unearthly" – 3:30
6. "Enslaved" – 4:18
7. "Alliance or War" – 3:52
8. "They Breed" – 2:49
9. "To Kill" – 3:58
10. "Hideous Reprisal" – 3:43
11. "Eternal" – 4:35
12. "Tasteful Agony" – 4:35

- Text: Jason Blachowicz (spår 1, 3, 5–11), Phil Fasciana (spår 2, 4, 8), Lilienthal (spår 12)
- Musik: Phil Fasciana (spår 1–12), Jon Rubin (spår 2, 3, 6, 7, 9, 12)

## Medverkande
Musiker (Malevolent Creation-medlemmar)
- Jason Blachowicz – basgitarr, sång
- Phil Fasciana – gitarr
- John Rubin – gitarr
- Dave Culross – trummor

Produktion
- Malevolent Creation – producent
- Mark Gruber – ljudtekniker, mixning (Criteria Studios)
- Chris Carroll – inspelningsassistent (Criteria Studios)
- Chris Spahr – inspelningsassistent (Criteria Studios)
- Erich Whytell – ljudtekniker, mixning (InnerFace Studio)
- David Bollt – omslagskonst
- Mark Douglas – foto